# Shawnee Kish
Pour les articles homonymes, voir Kish.
Shawnee Kish est une auteure-compositrice-interprète mohawk originaire du Canada. Elle se distingue particulièrement en tant que nommée aux Prix Juno de 2022 dans la catégorie Artiste autochtone contemporaine de l’année, grâce à son premier minialbum intitulé Shawnee Kish.

## Biographie
Originaire de Welland, en Ontario, elle commence sa carrière musicale en interprétant des chansons de Shania Twain. À l’âge adulte, elle s’établit à Edmonton, en Alberta.  
En 2020, elle remporte le concours Searchlight de CBC Music, avant d’être sélectionnée en 2021 comme l’une des lauréates du programme Allan Slaight Juno Master Class, destiné au développement des artistes émergents.  
Son premier minialbum voit le jour en 2021. La même année, elle conçoit Music Is My Medicine, une œuvre symphonique interprétée par l’Orchestre du Centre national des arts dans le cadre de la série web Undisrupted diffusée sur CBC Gem.  
En 2023, elle participe à un enregistrement collectif du titre What I Wouldn’t Do de Serena Ryder, publié sous forme de single caritatif au profit de la campagne Feel Out Loud de Kids Help Phone, dédiée à la santé mentale des jeunes. La même année, elle publie l’album Revolution, qui reçoit deux nominations aux Prix Juno de 2024, dans les catégories Artiste autochtone contemporaine de l’année et Album alternatif adulte de l’année.  
Se définissant comme bispirituelle, elle épouse en 2021 la joueuse olympique de rugby Jen Kish, lors d’une cérémonie célébrée par Rachel Notley.